# Bowen Falls
Die Bowen Falls im Milford Sound/Piopiotahi auf der Südinsel von Neuseeland gehören zu den imposantesten Wasserfällen des Milford Sound/Piopiotahi.

## Geographie
Die Bowen Falls, manchmal auch Lady Bowen Falls genannt, befinden sich 360 m nördlich der Anlegestelle für Touristenboote, am südöstlichen Ende des Milford Sound/Piopiotahi. Sie sind damit Teil des Fiordland National Parks. Gespeist werden die Wasserfälle von dem 9 km langen Bowen River, der sich sein Wasser aus dem Einzugsgebiet des 2226 m hohen Mt Grave nordöstlich des Milford Sound/Piopiotahi holt. Mit 161 m Fallhöhe sind die Bowen Falls die höchsten Wasserfälle des Fjords.

## Namensherkunft
Benannt wurde der Wasserfall nach der Frau des ehemaligen Gouverneurs von Neuseelands George Ferguson Bowen, Lady Bowen.

## Beschreibung
Der Wasserfall ist vom Hotel am Endpunkt des New Zealand State Highway 94 SH 94 aus relativ leicht über einen 30-minütigen Wanderweg zugänglich. Nach einem Anstieg auf 162 m verläuft der Wanderweg kontinuierlich bergab bis auf rund 11 m am Fuße des Wasserfalls.

## Besonderheit
Am Fuße des Wasserfalls wurde 1919 Donald Sutherland und vier Jahre später seine Frau beerdigt. Sutherland lebte über mehrere Jahre als Einsiedler in der Nähe des Wasserfalls und errichtete 1891 nahe der heutigen Anlegestelle eine Herberge. Er gilt als der Entdecker der Sutherland Falls.